# Fixing a Hole
Fixing a Hole (Lennon/McCartney) är en låt av The Beatles från 1967. Låten rör sig mellan genrerna psykedelisk rock och barockpop, två genrer som var populära 1967 och inom vilka The Beatles var betydande förgrundsfigurer. 

## Låten och inspelningen
Många har tolkat titeln som att denna låt handlar om heroin då den egentligen beskriver de reparationer som Paul McCartney vid denna tid nyligen hade utfört på en skotsk lantgård han hade förvärvat. Emellertid är det många som pekat på att texten och arrangemanget ger ett något förstrött intryck, vilket kanske var avsikten. Låten sattes vid två tillfällen (9 och 21 februari 1967) och basen spelas live varvid ett mindre misstag förekommer efter en dryg minut in i låten. Låten kom med på LP:n Sgt. Pepper's Lonely Hearts Club Band, som utgavs i England och USA 1 juni respektive 2 juni 1967.